# Río Avellano (Lago General Carrera)
El río Avellano es un afluente en la orilla norte del Lago General Carrera.
Risopatrón lo nombra "río Avellanas".

## Historia
Luis Risopatrón lo describe brevemente en su Diccionario Jeografico de Chile de 1924:: 57 
Avellanas (Rio) 46° 30' 72° 09'. Corre hacia el SE i se vacia en la ribera N del lago Buenos Aires, en su parte media. 134; 154; i 156.